# اچ‌ام‌اس لاین (۱۷۰۹)
اچ‌ام‌اس لاین (۱۷۰۹) (به انگلیسی: HMS Lion (1709)) یک کشتی بود که طول آن ۱۴۴ فوت (۴۳٫۹ متر) بود.